# سوزی مک نیل
سوزان جین «سوزی» مک نیل خواننده و ترانه‌سرای پاپ راک کانادایی است. پس از جلب توجه به عنوان یک شرکت کننده در راک استار: INXS در سال ۲۰۰۵، مک نیل شروع به دنبال کردن یک حرفه موسیقی کرد و اولین آلبوم خود را با نام شکسته و زیبا در ۱۰ آوریل ۲۰۰۷ منتشر کرد دومین تک آهنگ آن، " باور " با ارکستر مرکز هنرهای ملی در حمایت از کمپین کانادایی صاحب تریبون شوید دوباره ضبط شد و به عنوان سرود رسمی تیم کانادایی برای بازی‌های المپیک زمستانی ۲۰۱۰ انتخاب شد.
در دومین آلبوم استودیویی او، Rock-n-Roller (2008)، تک آهنگ موفق " سوپرگرل " بود، که جلدی از آهنگ نجات جین است. در سال ۲۰۱۱، مک نیل با لیبل کانادایی ۶۰۴ رکورد قرارداد بست و با آهنگ‌های "Drama Queen" و "Merry Go Round" از موفقیت قابل توجهی برخوردار شد.
سومین آلبوم استودیویی او، ۶۰۴ رکورد، که در ۷ اوت ۲۰۱۲ منتشر شد.
سوزی مک نیل (سوزان جین مک نیل) در ۱۵ اکتبر ۱۹۷۶ در میسیساگا، انتاریو به دنیا آمد. او دو خواهر به نام‌های لورا نوریس و سارا مک نیل و یک برادر به نام اندرو مک نیل دارد.
مک نیل در حالی که در Rockstar INXS شرکت می‌کرد، با هم گروه، موسیقیدان کانادایی شان کاتن در رابطه بود. آنها برای چندین سال با هم بودند تا اینکه او برای دنبال کردن حرفه موسیقی خود نقل مکان کرد. مک نیل در سال ۲۰۰۷ پس هنگام کار بر روی We Will Rock You با بازیگر صحنه، اسکات والترز، رابطه کوتاهی داشت. آن‌ها در آن تابستان نامزد کردند، اما در نهایت از هم جدا شدند. در ۱۴ اکتبر ۲۰۱۳، مک نیل در حالی که در لاس وگاس جشن تولدش را جشن می‌گرفت، با اندرو مک تاگارت، نوازنده نامزد کرد. این زوج در اوایل سال ۲۰۱۴ به نشویل، تنسی نقل مکان کردند و در ۷ ژوئن ۲۰۱۴ ازدواج کردند. مک نیل پسری به نام فایندلی دارد که در ۱۷ نوامبر ۲۰۱۷ به دنیا آمد

## دیسکوگرافی

### آلبوم‌های استودیویی
| عنوان         | جزئیات                                                        |
| ------------- | ------------------------------------------------------------- |
| شکسته و زیبا  | - تاریخ انتشار: ۱۰ آوریل ۲۰۰۷ - برچسب: Curve Music            |
| Rock-n-Roller | - تاریخ انتشار: ۴ نوامبر ۲۰۰۸ - برچسب: یونیورسال موزیک کانادا |
| عشق عزیز      | - تاریخ انتشار: ۷ اوت ۲۰۱۲ - برچسب: ۶۰۴ رکورد                 |

### مجردها
| سال                                                    | تنها                                                         | اوج موقعیت‌های نمودار | اوج موقعیت‌های نمودار | اوج موقعیت‌های نمودار | اوج موقعیت‌های نمودار | آلبوم                                            |
| سال                                                    | تنها                                                         | می توان              | CAN AC               | CAN CHR              | CAN گرم AC           | آلبوم                                            |
| ------------------------------------------------------ | ------------------------------------------------------------ | -------------------- | -------------------- | -------------------- | -------------------- | ------------------------------------------------ |
| ۲۰۰۷                                                   | "قطع کردن"                                                   | ۵۵                   | -                    | ۳۶                   | ۱۴                   | شکسته و زیبا                                     |
| ۲۰۰۷                                                   | " باور کن "                                                  | ۶۱                   | ۲۰                   | -                    | ۱۲                   | شکسته و زیبا                                     |
| ۲۰۰۷                                                   | "شکسته و زیبا"                                               | -                    | -                    | -                    | ۵۰                   | شکسته و زیبا                                     |
| ۲۰۰۸                                                   | "تنها (آیا به خانه می‌آیی؟)"                                  | -                    | -                    | -                    | -                    | شکسته و زیبا                                     |
| ۲۰۰۸                                                   | "بیا بریم"                                                   | -                    | -                    | -                    | ۲۳                   | Rock-n-Roller {{سخ}} (و Rock-n-Roller: Reloaded) |
| ۲۰۰۹                                                   | " سوپر دختر "                                                | ۲۶                   | -                    | ۲۹                   | ۳                    | Rock-n-Roller {{سخ}} (و Rock-n-Roller: Reloaded) |
| ۲۰۰۹                                                   | "کمک کنید خارج شوم"                                          | -                    | -                    | ۴۴                   | ۱۳                   | Rock-n-Roller {{سخ}} (و Rock-n-Roller: Reloaded) |
| ۲۰۱۱                                                   | "ملکه درام"                                                  | ۹۶                   | -                    | -                    | ۲۳                   | عشق عزیز                                         |
| ۲۰۱۱                                                   | "مری برو دور"                                                | ۷۵                   | ۷                    | -                    | ۳۷                   | عشق عزیز                                         |
| ۲۰۱۲                                                   | "عشق سخت"                                                    | -                    | ۲۳                   | -                    | ۳۴                   | عشق عزیز                                         |
| ۲۰۱۲                                                   | "عشق نمی‌تواند ما را در حال حاضر نجات دهد" (شامل Faber Drive) | -                    | ۲۵                   | -                    | -                    | عشق عزیز                                         |
| ۲۰۱۵                                                   | "بهترین‌ها هنوز در راه اند"                                   | -                    | ۳۴                   | -                    |                      |                                                  |
| «—» نشان‌دهنده نسخه‌هایی است که در نمودار قرار نگرفته‌اند |                                                              |                      |                      |                      |                      |                                                  |

| سال  | تنها                        | اوج موقعیت‌های نمودار | اوج موقعیت‌های نمودار | آلبوم                   |
| سال  | تنها                        | CAN AC               | CAN گرم AC           | آلبوم                   |
| ---- | --------------------------- | -------------------- | -------------------- | ----------------------- |
| ۲۰۰۷ | "Il Suffit D'y Croire"      | ۴۹                   |                      |                         |
| ۲۰۰۸ | "زمان کریسمس فرا رسیده"     | ۲۶                   | -                    | کریسمس کانادایی، جلد. ۴ |
| ۲۰۰۹ | "به من نگو خداحافظ"         | -                    | ۳۴                   | Rock-n-Roller           |
| ۲۰۱۱ | "برای زمان کریسمس"          | ۲۲                   | ۴۶                   | کریسمس ۶۰۴ رکورد        |
| ۲۰۱۲ | "این کریسمس است"            | ۴                    | -                    | این کریسمس است          |
| ۲۰۱۲ | "بابانوئل (من منتظرت هستم)" | ۱۳                   | -                    | این کریسمس است          |
| ۲۰۱۲ | " شب خاموش "                | ۱۷                   | -                    | این کریسمس است          |

### سایر ظواهر
| سال  | عنوان                           | سایر هنرمندان                                 | آلبوم                                 | یادداشت         |
| ---- | ------------------------------- | --------------------------------------------- | ------------------------------------- | --------------- |
| ۲۰۰۵ | " ده نفر برتر خدا "             | این اکسس                                      | سوئیچ                                 | صدای پشت زمینه  |
| ۲۰۰۶ | " من می‌خواهم بدانم عشق چیست "   | کلای آیکن                                     | هزار راه مختلف                        | هنرمند برجسته   |
| ۲۰۰۶ | جسی مک کارتنی                   | <i id="mwAew">همان جایی که تو مرا می‌خواهی</i> | صدای پشت زمینه                        |                 |
| ۲۰۰۷ | "هفته‌های ضد گلوله"              | مت ناتانسون                                   | صدای پشت زمینه                        | کمی امید دیوانه |
| ۲۰۰۷ | «زودتر تسلیم»                   | مت ناتانسون                                   | صدای پشت زمینه                        | کمی امید دیوانه |
|      | خارجی                           | نمی‌توانم سرعت خود را کاهش دهم                 | صدای پشت زمینه                        |                 |
| ۲۰۱۰ | «داستان ما»                     | برایان ملو                                    | حقیقت                                 | هنرمند برجسته   |
| ۲۰۱۱ | " (این) احساس بسیار خوبی دارد " | استیون تایلر                                  | صدای پشت زمینه                        |                 |
| ۲۰۱۲ | " خانه ندارم "                  | گارث هادسون                                   | تب سینه: ادای احترام کانادایی به گروه | هنرمند برجسته   |